# Menneskeaberettighedserklæringen
Menneskeabeprojektet (Great Ape Project), grundlagt af den italienske filosof Paola Cavalieri og australske filosof Peter Singer, kæmper for at få FN til at vedtage en menneskeaberettighedserklæring (Declaration on Great Apes). Denne ville så udvide det projektet kalder "lighedsfællesskabet" til også at omfatte chimpanser, gorillaer og orangutanger.
Erklæringen søger især beskyttelsen af tre grundlæggende interesser for menneskeaberne: retten til liv, beskyttelsen af individuel frihed og forbydelsen af tortur.

## Retten til liv
Erklæringen fastslår, at medlemmer af de ligeberettigedes samfund, som omfatter mennesker, ikke må dræbes, når man ser bort fra visse, klart definerede omstændigheder som f.eks. selvforsvar.

## Beskyttelse af den enkeltes frihed
Medlemmer af de ligeberettigedes samfund må ikke berøves deres frihed, og de har krav på øjeblikkelig løsladelse, når der ikke har været tale om en lovbestemt rettergang. Tilbageholdelse af menneskeaber, som ikke er dømt for nogen forbrydelse, eller som ikke er sigtet, kan kun tillades, hvis det kan bevises, at tilbageholdelsen er i deres egen interesse eller er nødvendig af hensyn til offentligheden. I så fald må der være adgang til at appellere til en domstol, enten direkte eller gennem en advokat.

## Forbud mod tortur
Erklæringen forbyder tortur, der defineres som bevidst påførelse af alvorlig smerte, mod nogen menneskeabe, hvad enten det sker i ligegyldighed eller ud fra en forestilling om fordele for andre.

## Fodnoter
1. ↑  "Projekt Menneskeabe". Arkiveret fra originalen 1. december 2006. Hentet 2. maj 2007.